# Colonna di Sigismondo

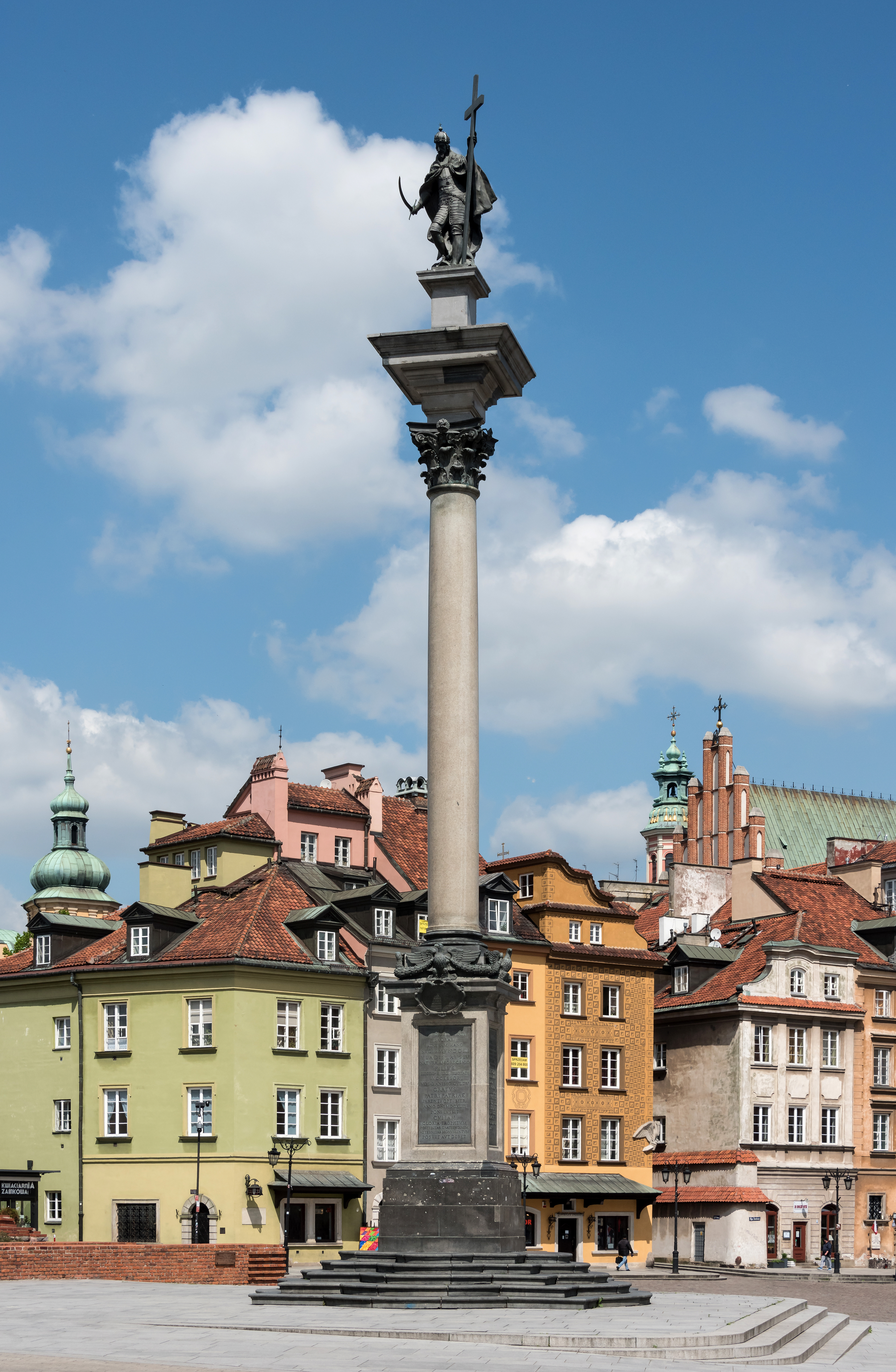
Veduta della colonna e di altri edifici circostanti

La colonna di Sigismondo (in polacco: Kolumna Zygmunta) è uno dei simboli della città di Varsavia. Ubicata nella parte meridionale della città vecchia, punto di ritrovo degli abitanti, venne eretta nel 1644 in onore del re Sigismondo III Vasa dal figlio Ladislao IV.

## Storia e descrizione

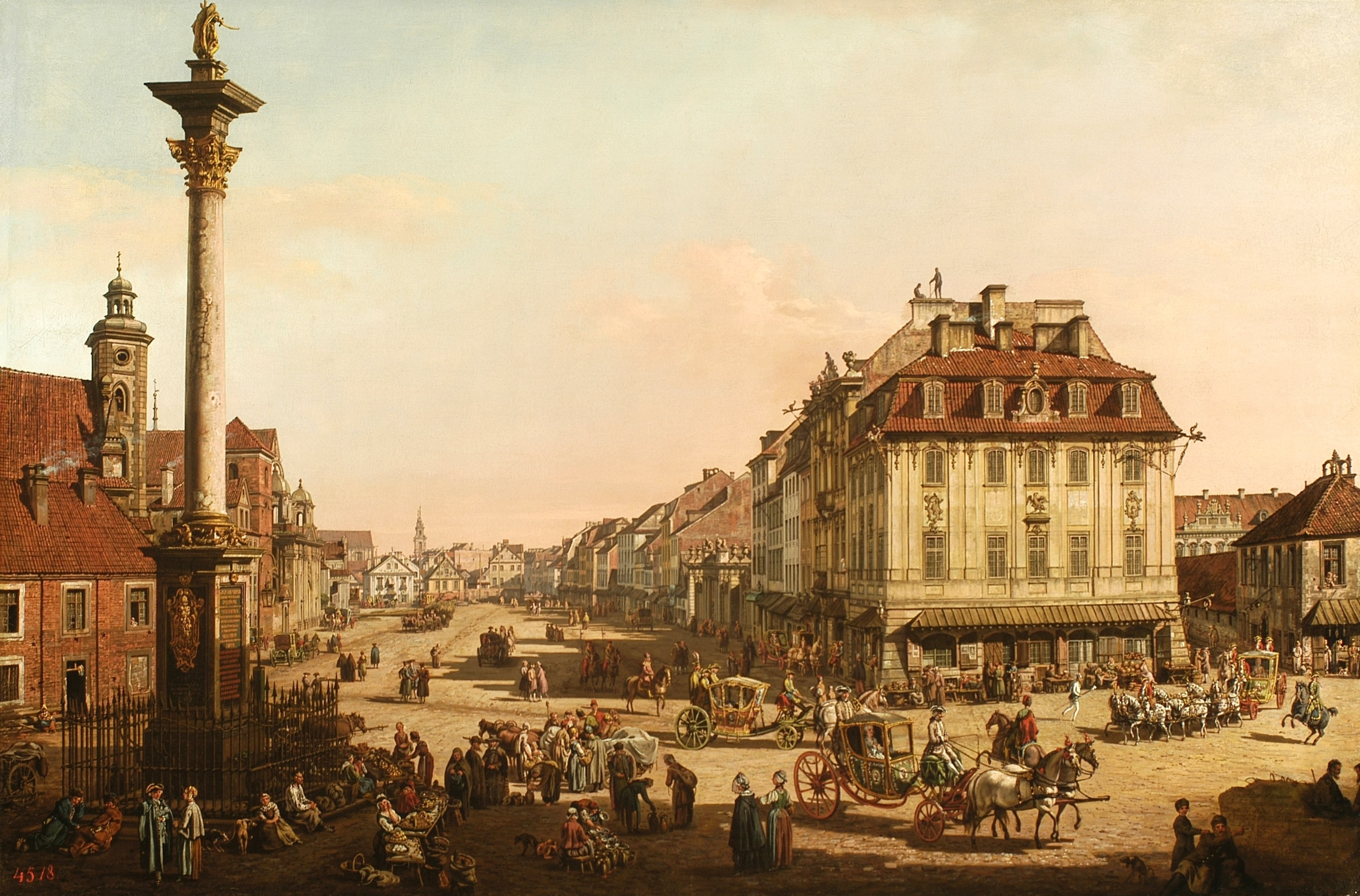
Bernardo Bellotto, Veduta di Varsavia, 1767/68, Castello Reale di Varsavia

La colonna, eretta il 14 settembre 1644,  è alta 22 metri e sostiene una statua in bronzo di re Sigismondo III posizionatavi il 24 novembre dello stesso anno. Il progettista principale fu l'italiano Agostino Locci (forse con l'aiuto del suo assistente Costantino Tencalla) mentre la statua, plasmata dal bolognese Clemente Molli, appositamente chiamato da Venezia, fu fusa in bronzo da Daniel Tym. Il re è raffigurato con una grande croce nella mano sinistra e una sciabola nella destra. 
Il fusto originale della colonna era in marmo rosso, proveniente dalle cave di Chęciny. Il piedistallo e il pulvino erano invece di marmo nero. Nel 1886-1887 il fusto fu sostituito con uno di granito; il precedente è visibile nella stessa piazza a lato del castello. 
Distrutta dai tedeschi nel 1944 durante l'insurrezione di Varsavia, la colonna fu ricostruita cinque anni dopo.

### L'iscrizione
Sul lato del basamento che guarda verso il viale Krakowskie Przedmieście c'è una lapide con un'iscrizione in latino:

HONORI·ET·PIETATI

SACRAM·STATVAM·HANC·SIGISMVNDO·III·VLADISLAVS·IV

NATURA·AMORE·GENIO·FILIVS

ELECTIONE·SERIE·FELICITATE·SVCCESSOR

VOTO·ANIMO·CVLTV·GRATVS

PATRI·PATRIAE·PARENTI·OPT: MER: ANNO·DNI·MDCXLIII
PONI·IVSSIT·CVI·IAM

GLORIA·TROPHEVM·POSTERITAS·GRATITVDINEM

AETERNITAS·MONVMENTVM·POSVIT·AVT·DEBET

 

 

## Galleria d'immagini

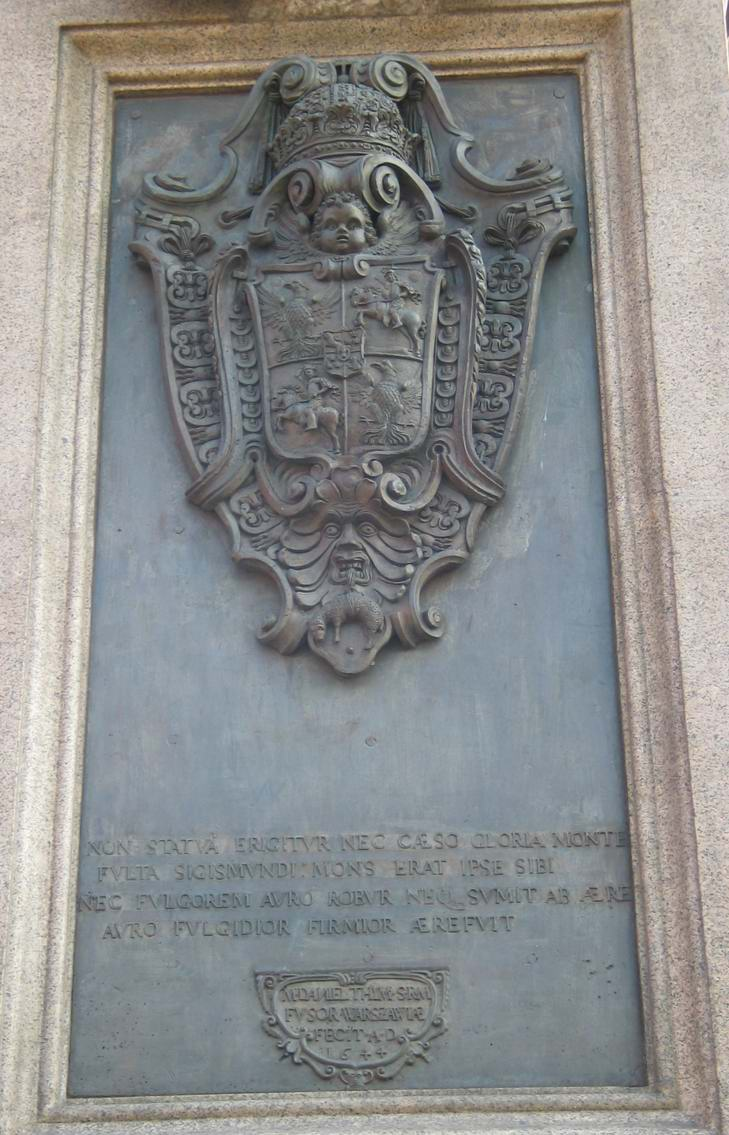
Iscrizione sul basamento
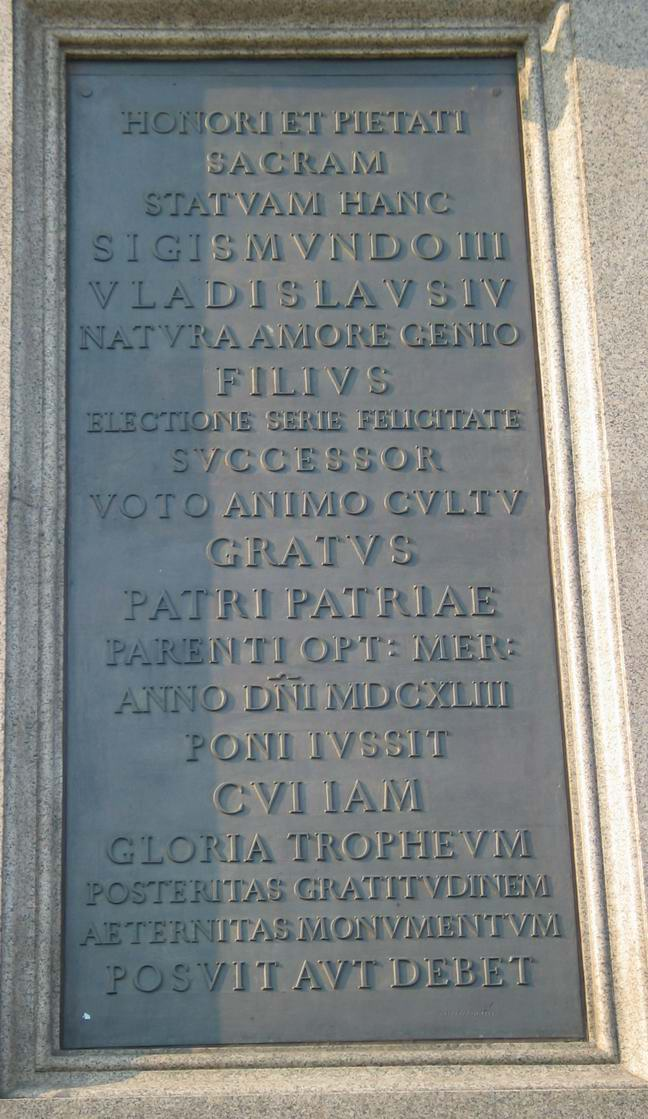
Iscrizione sul basamento
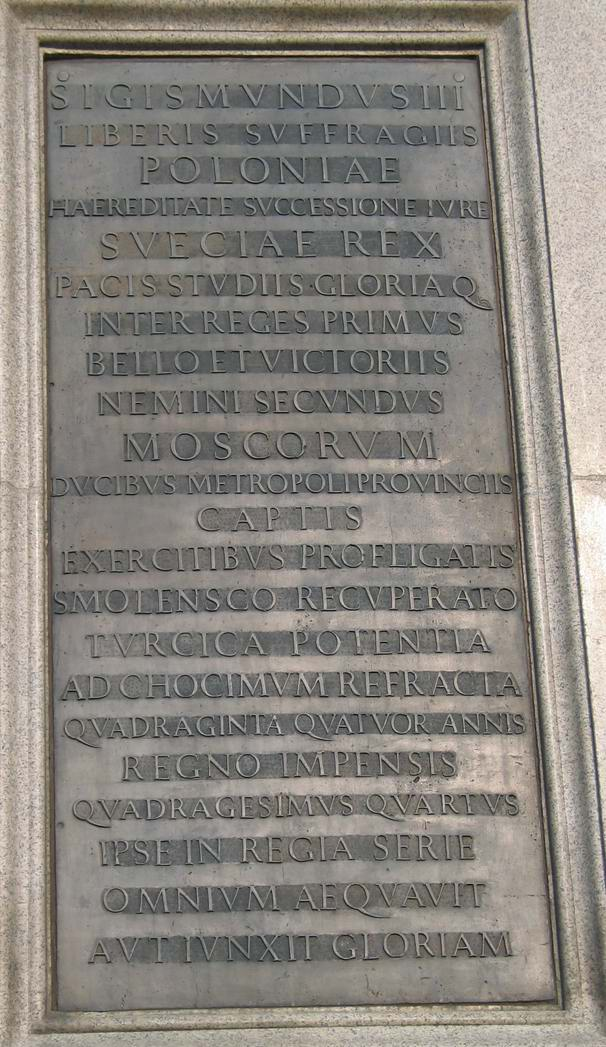
Iscrizione sul basamento
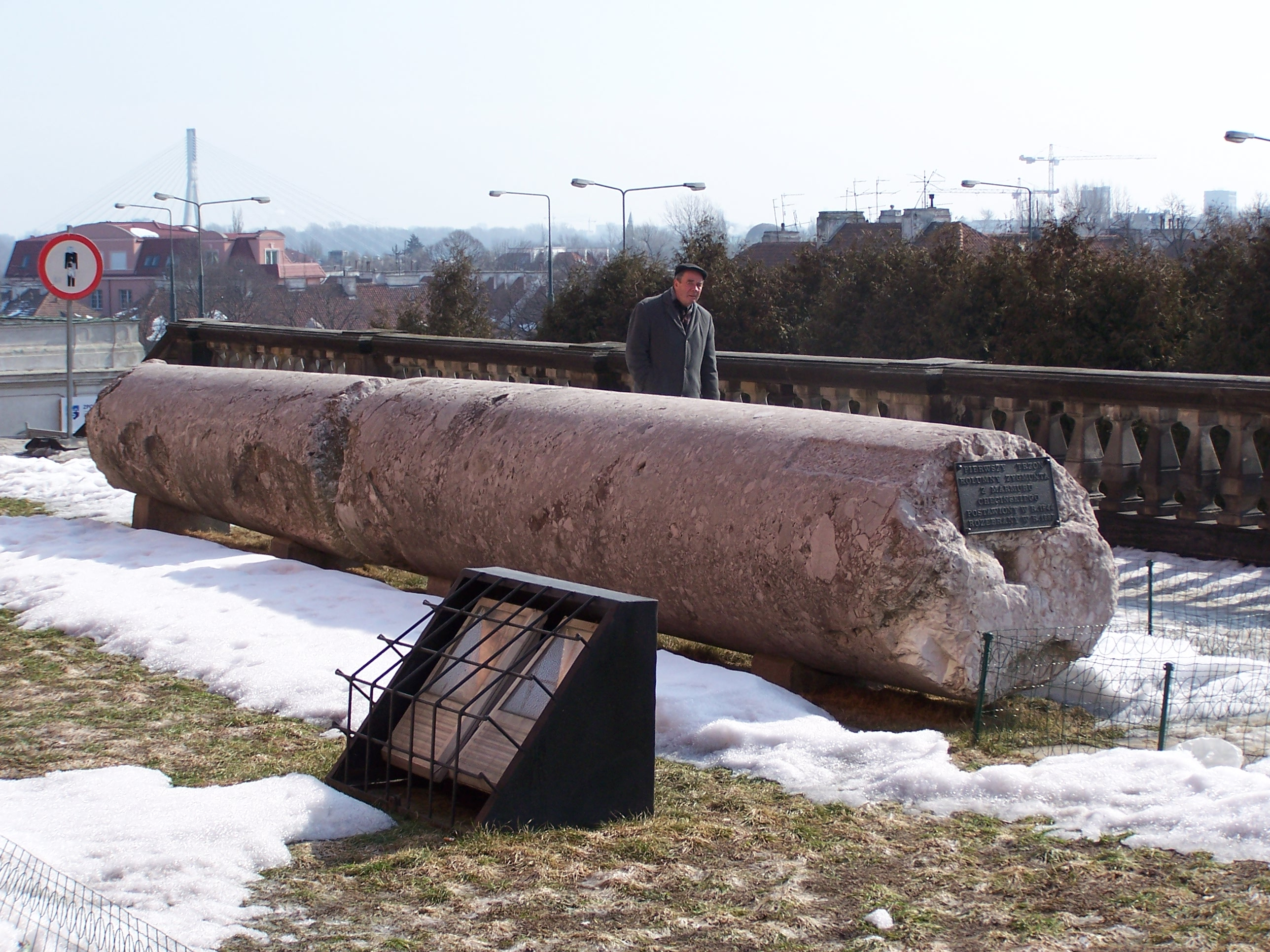
Il fusto originale della colonna
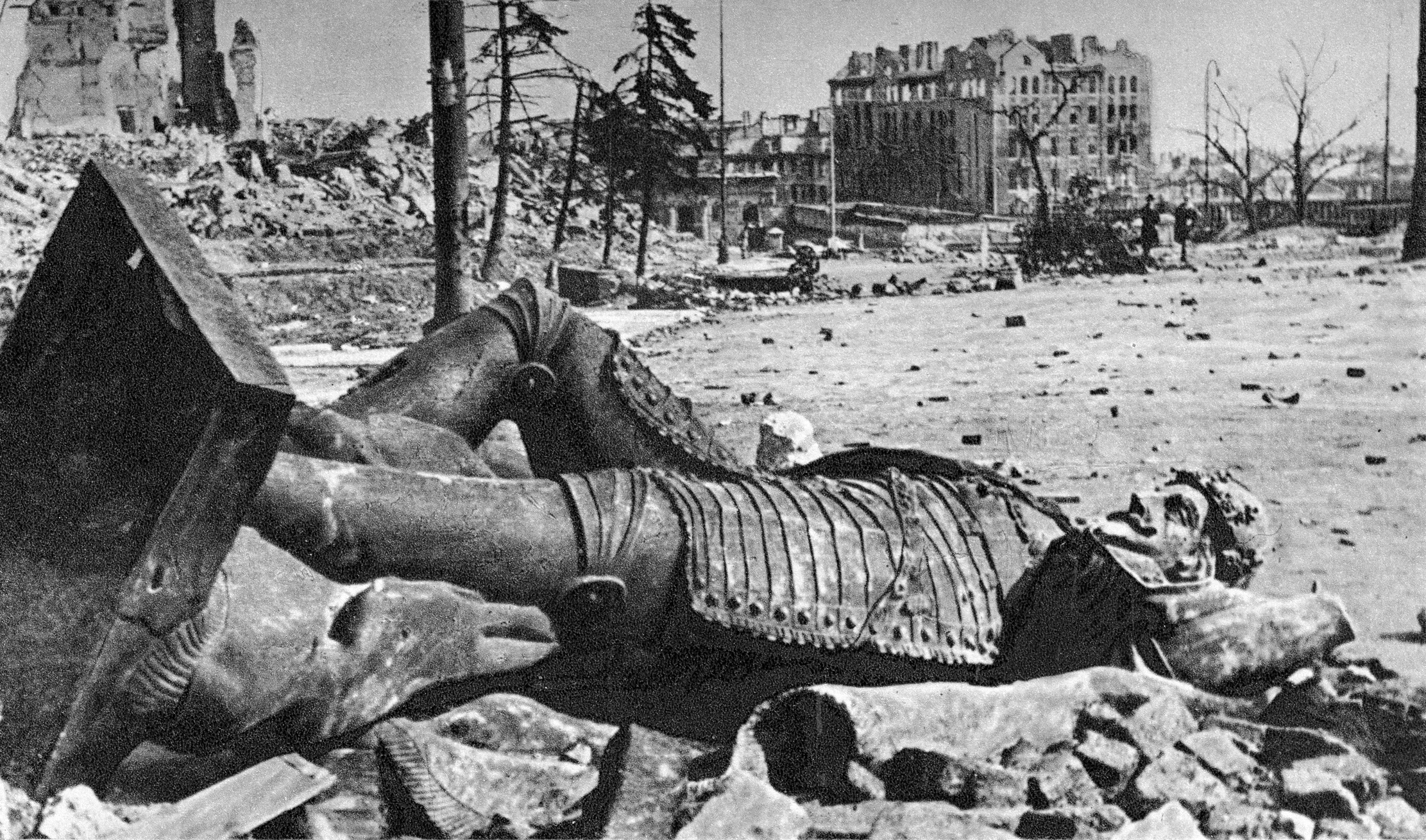
La statua di Re Sigismondo dopo la distruzione della seconda guerra mondiale